# Psychotria chartacea
Psychotria chartacea är en måreväxtart som beskrevs av William Grant Craib. Psychotria chartacea ingår i släktet Psychotria och familjen måreväxter. Inga underarter finns listade i Catalogue of Life.